# Plateau Stikine
Le plateau Stikine (en anglais : Stikine Plateau) est un plateau en Colombie-Britannique, au Canada.

## Subdivisions
- Plateau Stikine :
  - Plateau Kawdy ;
  - Plateau Nahlin ;
  - Plateau Tanzilla ;
  - Plateau Taku (zone de transition avec les chaînes du Yukon à l'ouest) ;
  - Plateau Tahltan (zone de transition avec les chaînons Boundary de la chaîne Côtière au sud-ouest) ;
  - Plateau Klastline (zone de transition avec la chaîne Skeena au sud) ;
  - Plateau Spatsizi (zone de transition avec la chaîne des Cassiars au sud-est).